# 哈日阿图庙
哈日阿图庙，赐名“崇善寺”，位于内蒙古自治区锡林郭勒盟苏尼特左旗，是一座藏传佛教格鲁派寺院。

## 简介
哈日阿图庙位于赛汉高毕苏木萨如拉登吉嘎查。活佛老布桑吉格米德，于1804年建庙，并上报清朝皇帝，获皇帝赐匾为“崇善寺”，准20名度牒。该庙曾经三次迁址，起初建立时位于巴彦哈拉塔尔，迁址苏吉，最后迁址哈日阿图，故称“哈日阿图庙”。1834年，建珠德巴大殿。1848年，建都音克尔大殿。1884年建拉巴润大殿。1900年建门前大殿。
该庙的白塔非常有名，该塔由三个塔组成，中间的塔高21尺，两边的塔高9尺，顶部镀金，色彩鲜艳。惜于1958年被毁。